# Simon Harris
 (mars 2024).
Si vous disposez d'ouvrages ou d'articles de référence ou si vous connaissez des sites web de qualité traitant du thème abordé ici, merci de compléter l'article en donnant les références utiles à sa vérifiabilité et en les liant à la section « Notes et références ».
Simon Harris, né le 17 octobre 1986 à Greystones (Wicklow), est un homme politique irlandais, membre du Fine Gael. Il est Premier ministre d'Irlande de 2024 à 2025.

## Biographie
Élu au Parlement pour la circonscription du Wicklow depuis 2011, il est ministre délégué auprès du ministre des Finances de 2014 à 2016 puis ministre de la Santé jusqu'en 2020, date à laquelle il devient ministre de la Formation continue, de l'Enseignement supérieur, de la Recherche, de l'Innovation et de la Science. Il est parallèlement ministre de la Justice depuis le 17 décembre 2022.
Le 24 mars 2024, il est désigné par son parti, le Fine Gael pour devenir Premier ministre et ainsi prendre la succession de Leo Varadkar. Il est formellement élu Premier ministre par le Dáil Éireann le 9 avril, par 88 voix pour et 69 voix contre, puis nommé par le président Michael D. Higgins. Âgé de 37 ans au moment de son entrée en fonction, il devient la plus jeune personne à occuper la fonction.
Le gouvernement israélien ferme son ambassade à Dublin en décembre 2024 en représailles au soutien de l’Irlande à la reconnaissance d'un État palestinien et à la plainte déposée par l’Afrique du Sud auprès de la Cour internationale de justice. Malgré cette brutale détérioration des relations entre les deux pays, Simon Harris a déclaré qu'il ne fermerait pas l'ambassade d'Irlande en Israël et que son gouvernement continuerait de défendre « la paix, les droits humains et le respect du droit international ». L'opposition de gauche en Irlande, le Sinn Fein, a toutefois critiqué le gouvernement pour avoir refusé d’adopter un projet de loi très populaire bannissant tous les échanges commerciaux entre l’Irlande et les territoires occupés par Israël.